# Kap Norvegia
Das Kap Norvegia (norwegisch Kapp Norvegia, in Chile Cabo Noruega) ist ein markantes Kap an der Prinzessin-Martha-Küste des antarktischen Königin-Maud-Lands. Es markiert die nordöstliche Begrenzung des Riiser-Larsen-Schelfeises. Es ist auch der östlichste Punkt des Weddellmeeres, da dessen Ostgrenze von hier nach der IHO-Abgrenzung in nordnordwestliche Richtung bis zur Morrell-Insel verläuft.
Entdeckt wurde es vom norwegischen Polarforscher Hjalmar Riiser-Larsen bei einem Überflug im Februar 1930. Riiser-Larsen benannte das Kap nach dem Expeditionsschiff Norvegia, von dem er zu seinem Überflug gestartet war.